# Olga Voglauer
Olga Voglauer, koroško-slovenska političarka in kmetica, * 3. oktober 1980, Bilčovs, Koroška. Je predsednica Zelenih Koroške.

## Življenje

### Izobrazba in poklic
Po osnovni šoli v Bilčovsu je Olga obiskovala Slovensko gimnazijo in Dvojezično zvezno trgovsko akademijo v Celovcu (HAK/TAK), kjer je bila ravnateljica in leta 2000 maturirala. Nato je na Univerzi za naravne vire in znanosti o življenju na Dunaju (BOKU) začela študirati kmetijstvo, smer kmetijska ekonomija. Študij je zaključila leta 2008 z diplomsko nalogo o Primerjalni analizi sodelovanja koroških Slovencev in burgenlandskih Hrvatov v regionalnih razvojnih projektih v Avstriji.